# Adenosinetrifosfaat
Adenosinetrifosfaat, beter bekend als ATP, is de drager van chemische energie in alle levende cellen. ATP is een organische verbinding bestaande uit de nucleobase adenine, de monosacharide ribose en drie fosfaatgroepen. In de bindingen tussen de fosfaatgroepen zit veel energie opgeslagen, en deze energie zal vrijkomen wanneer een fosfaatgroep wordt afgesplitst. De vrijgekomen energie kan gebruikt worden om verscheidene cellulaire processen aan te drijven, zoals eiwitsynthese, actief transport, signaaltransductie en spiercontractie.
ATP komt voor in alle bekende levensvormen, waardoor men veronderstelt dat het al zeer vroeg in de evolutie van het leven van belang was als energiedrager. Een groot deel van de stofwisseling is erop gericht genoeg ATP te genereren. In planten, dieren en veel bacteriën gebeurt dit voornamelijk tijdens een proces genaamd oxidatieve fosforylering. Wanneer de aanmaak van ATP stagneert, bijvoorbeeld bij blootstelling aan het gif blauwzuur, zal de getroffen cel snel sterven.
Naast zijn functie als energieleveraar speelt ATP ook een rechtstreekse rol in de stofwisseling als donor van fosfaatgroepen. Wanneer ATP een fosfaatgroep afstaat, wordt het adenosinedifosfaat (ADP) en daarna adenosinemonofosfaat (AMP). ATP is een bouwsteen van RNA en wordt bij enkele reacties gebruikt als co-enzym.

## Energiedrager
Voor de meeste in de cellen spelende processen is energie nodig. ATP is zo'n energiedrager. Bij de hydrolyse van ATP door het enzym adenosine-dehydrogenase, waarbij ADP en fosfaat worden gevormd, komt 30,5 kJ/mol aan energie vrij. De reden waarom deze binding zoveel energie bevat, is de elektrostatische afstoting tussen de negatief geladen zuurstofatomen in de fosfaatgroepen. De energie zit dus niet in de anhydride-bindingen tussen de fosfaatgroepen, zoals vroeger aangenomen werd. Bovendien stijgt de entropie na hydrolyse (wegens vorming van meer deeltjes) en kan de negatieve lading op zuurstof gestabiliseerd worden door resonantie. Adenosinedifosfaat kan nog verder gehydrolyseerd worden tot adenosinemonofosfaat (AMP), waarbij 15,1 kJ/mol vrijkomt.
De energie kan aangewend worden voor het katalyseren van andere chemische reacties in het metabolisme die een hoge activeringsenergie hebben, bijvoorbeeld voor de synthese van organische moleculen, of voor actief transport van stoffen over het celmembraan, bijvoorbeeld voor het opbouwen van een celpotentiaal.

## ATP-synthese
De ATP-concentratie bedraagt in een cel tussen de 1 en 10 millimolair. Een mens van 70 kilogram verbruikt ongeveer 65 kilogram ATP per dag, terwijl de hoeveelheid ATP/ADP op één moment zo'n 50 gram bedraagt. In de cel moet dus steeds ATP gevormd worden. Dit gebeurt door talrijke processen:
- Gedurende de glycolyse
- Door bèta-oxidatie
- Door anaerobe respiratie
- Tijdens de fotosynthese

AMP en ADP worden geregenereerd om opnieuw te dienen als energiedrager. Hiertoe worden fosfaatgroepen gebonden aan AMP of ADP. Dit wordt in de oxidatieve fosforylering gedaan door het enzym ATP-synthetase. Daarbij wordt energie gebruikt die is opgeslagen in de vorm van een waterstofionen gradiënt tussen het dubbele membraan van het mitochondrion. Deze gradiënt is op zijn beurt afkomstig van NADH en FADH2 uit de glycolyse, de citroenzuurcyclus en bèta-oxidatie. Bij dieren en mensen wordt ATP gemaakt in het mitochondrion, bij planten daarnaast ook in de chloroplast met behulp van zonne-energie.